# Maria Antónia a Portugaliei
Infanta Maria Antónia a Portugaliei (28 noiembrie 1862 – 14 mai 1959) a fost infantă a Portugaliei, al șaptelea și ultimul copil al regelui Miguel I al Portugaliei și a soției lui, Adelaide de Löwenstein-Wertheim-Rosenberg.
S-a născut în exil în Germania după ce tatăl ei a fost exilat din Portugalia de fratele lui, Pedro.